# Prix Paroles de patients
Le prix Paroles de patients est un prix littéraire français créé par le LEEM en 2008.

## Histoire

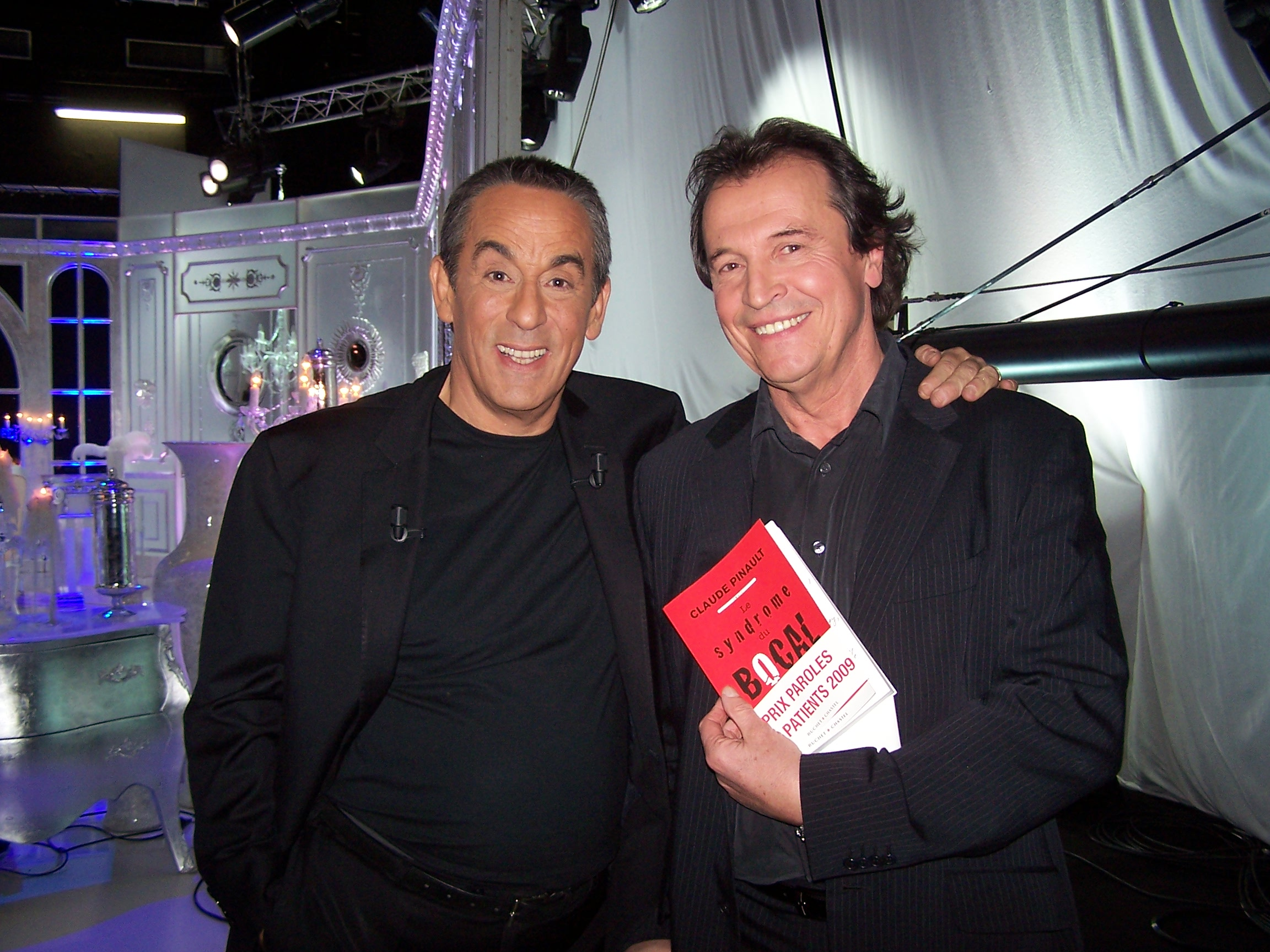
Thierry Ardisson et Claude Pinault, lauréat 2009.

Paroles de patients est un prix consacrant un genre littéraire nouveau : le témoignage sur une épreuve de vie ou la maladie comme sujet principal d’une œuvre au travers de témoignages originaux, écrits en français.
La qualité du style des œuvres retenues, la force du témoignage de leur auteur, la profondeur de leur réflexion et leur capacité à transformer une douleur intime en un message universel font du prix Paroles de patients un véritable prix littéraire.
Un jury indépendant composé de personnalités diverses choisissent un lauréat entre différentes œuvres originales écrites en français. Ce prix est décerné fin octobre.

## Liste des jurés
- Luc d’Auriol (entrepreneur biotech).
- Béatrice Ceretti (écrivain et peintre).
- Agnès Duperrin (journaliste).
- Marie de Hennezel (psychologue).
- Agnès Lanaud (bibliothécaire).
- Danièle Laufer (journaliste).
- Alain Livartowski (cancérologue).
- Marie-Odile Monchicourt (journaliste et écrivaine).
- Marie-Françoise Padioleau (journaliste).
- Claude Pinault (écrivain).
- Jean-Philippe Rivière (médecin et journaliste).
- Bertrand de Saint Vincent (journaliste) et président du jury.

## Liste des lauréats
|      | Éd. Stock[pas clair] |                                     |                                                                                        |                 |
| 2009 |                      | Claude Pinault                      | Le Syndrome du bocal                                                                   | Buchet-Chastel  |
| 2010 |                      | Guillaume de Fonclare               | Dans ma peau                                                                           | Stock           |
| 2011 |                      | Anne-Dauphine Julliand              | Deux petits pas sur le sable mouillé                                                   | Les Arènes      |
| 2012 |                      | Arnaud Gautelier et Renaud Pennelle | Des fourmis dans les jambes                                                            | Emmanuel Proust |
| 2013 |                      | Hugo Horiot                         | L'empereur, c'est moi                                                                  | L’Iconoclaste   |
| 2014 |                      | Jacques-André Bertrand              | Comment j’ai mangé mon estomac                                                         | Julliard        |
| 2015 |                      | Charlotte de Vilmorin               | Ne dites pas à ma mère que je suis handicapée, elle me croit trapéziste dans un cirque | Grasset         |
| 2016 |                      | Mathias Malzieu                     | Journal d’un vampire en pyjama                                                         | Albin Michel    |
| 2017 |                      | Espé                                | Le Perroquet                                                                           | Glénat          |
| 2019 |                      | Pierre de Cabissole                 | Et vivre encore                                                                        | Grasset         |